# Дорога на
«Доро́га на» — короткометражный фильм российского режиссёра Таисии Игуменцевой, снятый в 2011 году.
Фильм был представлен в конкурсе студенческих фильмов Синефондасьон на 65-м международном Каннском кинофестивале и получил главный приз конкурса.

## Сюжет
Фильм рассказывает об одиночестве, об одиноких людях в большом городе, которые не имеют возможности проявиться и пообщаться с миром так, чтобы мир их заметил. Тогда главный герой Сергей, эдакий «человек-невидимка», находит для себя наилучший способ общения с этим миром: днем он работает в магазине необычных товаров, и его жизнь ничем не отличается от миллиона жизней других людей, до тех пор, пока на город не спустится ночь. Тогда он выходит во двор соседнего дома в шикарном костюме и посылает всех куда подальше. Но фильм не столько об этом акте «вынужденного вандализма», сколько о любви, которая как раз и делает человека неодиноким. Сергей находит близкого по духу человека — девушку Лизу, и его жизнь обретает новый смысл, а совместное дураковаляние сближает их, как ничто другое.

## Награды
- 2012 — «Дорога на» — Первый приз в программе студенческих картин «Синефондасьон» на Каннском кинофестивале.
- 2012 — фестиваль «Кинотавр», конкурс «Короткий метр»: Диплом лауреата фестиваля «За авторскую смелость и нонконформизм» и Специальный приз «Future Shorts» — фильму «Дорога на», реж. Таисия Игуменцева[1].